# Василюк Михайло Дмитрович
Василюк Михайло Дмитрович (11 червня 1936, с. Нові Кривотули, Івано-Франківська обл., Україна — 10 травня 2013, м. Івано-Франківськ, Україна) — відомий український науковець, хірург, доктор медичних наук, професор, Заслужений діяч науки і техніки України, академік Української академії наук, завідувач кафедри хірургії № 1 Івано-Франківського національного медичного університету (1986—2006 рр.).

## Біографія
Після закінчення у 1964 році Станіславського медичного інституту (тепер Івано-Франківський національний медичний університет) свою практичну діяльність розпочав завідувачем хірургічного відділення районної лікарні с. Гвіздець, Івано-Франківської області. Тяжкі хірургічні будні, велика кількість операцій залишали мало часу для наукової роботи, однак у 1970 році М. Д. Василюк, працюючи у практичній медицині, успішно захистив кандидатську дисертацію на тему «Вопросы диагностики и лечения хронической венозной недостаточности нижних конечностей». У цій науковій роботі були висвітлені питання ефективності різних оперативних втручань при захворюваннях вен нижніх кінцівок. У ході виконання роботи М. Д. Василюком першим в Україні була виконана операція Псаттакіса, яка дозволила значно покращити якість життя хворих після перенесеного гострого тромбозу глибоких вен нижніх кінцівок. Наукові здобутки практичного районного хірурга помітили досвідчені науковці, і у 1971 році він був запрошений на посаду асистента кафедри факультетської хірургії Івано-Франківського державного медичного інституту. У 1985 році М. Д. Василюк захистив дисертацію на здобуття наукового ступеня доктора медичних наук на тему «Хирургическое лечение посттромбофлебитического синдрома нижних конечностей при изъязвлении и индурации тканей», а у 1987 році обраний за конкурсом завідувачем кафедри факультетської хірургії. У тому ж році йому присвоєне вчене звання професора.
3 1986 по 2006 рр. — завідувач кафедри хірургії № 1 Івано-Франківського національного медичного університету.
Похований у м. Івано-Франківську

## Наукова і педагогічна діяльність
Михайло Дмитрович Василюк вперше на Прикарпатті впровадив оперативні втручання при патології аорти і магістральних судин, органів черевної порожнини і грудної клітки, на стравоході і щитоподібній залозі. Ним були розроблені нові ефективні методики оперативних втручань при патології магістральних вен і артерій, панкреонекрозі, проксимальній оклюзії жовчних шляхів пухлинного генезу, реконструктивні операції при великих і гігантських виразках дванадцятипалої кишки, які ускладнились холедохопанкреатичними норицями. Він є автором оригінальної методики трансплантації щитоподібної залози при гіпотиреозах і мікседемі.
Під його керівництвом була розроблена автоматизована комп'ютерна система, яка дозволяла провести кількісну і якісну розшифровку 25-27 фракцій сироваткового білка диск-електрофореграми в поліакриламідному гелі. Він є автором оригінальної методики визначення кількісного вмісту різних класів імуноглобулінів в фракціях сироваткового білка. Вперше в області він запропонував нові підходи до лікування синдрому діабетичної стопи, що дозволило уникнути виконання ампутацій на рівні стегна. Ним запропонований метод довготривалої консервації трупних органів, який дозволяє підтримати їхню життєздатність не тільки під час зберігання, а й при виконанні трансплантації.
У 1994 році клініка професора М. Д. Василюка була третьою в Україні і першою в Західній Україні, де почали виконувати лапароскопічні операції.
Він є автором 400 наукових праць, під його керівництвом захищено 18 кандидатських дисертацій і 1 докторська.